# Appias nephele
Appias nephele é uma espécie de borboleta pierinae endémica das Filipinas.

## Subespécies
- Appias nephele nephele
- Appias nephele aufidia Fruhstorfer, 1910
- Appias nephele dilutior (Staudinger, 1889)
- Appias nephele elis Fruhstorfer, 1910
- Appias nephele hostilia Fruhstorfer, 1910
- Appias nephele invitabilis Fruhstorfer, 1910
- Appias nephele leytensis Fruhstorfer, 1911